# Speyeri szerződés

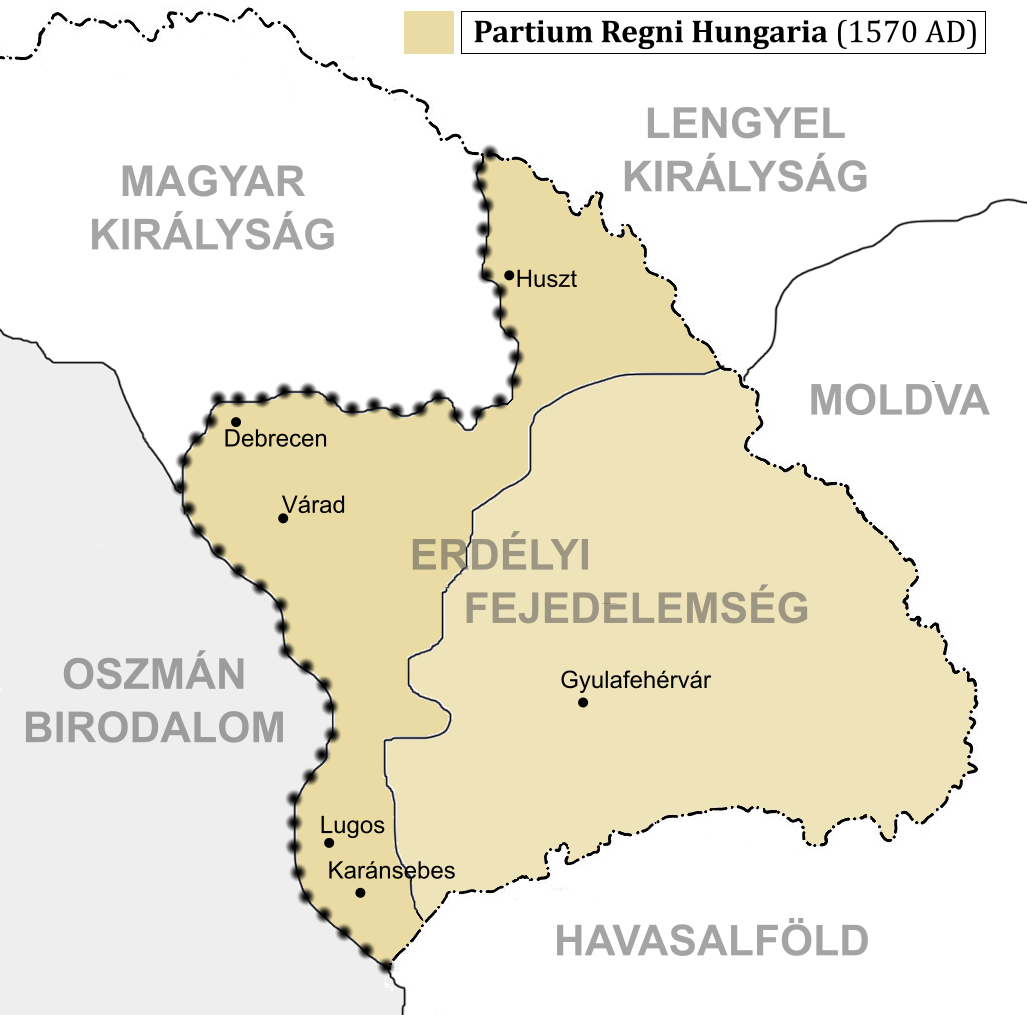
Az Erdélyi Fejedelemség és a Partium 1570-ben

A három részre szakadt Magyar Királyság területe 1572-ben

Az 1570. augusztus 16-án megkötött speyeri szerződés (vagy speyeri egyezmény) II. János magyar király (ismertebb nevén János Zsigmond) és Miksa magyar király közötti egyezmény volt, amely az 1568. február 17-én megkötött drinápolyi békével együtt jogilag rögzítette a fennálló állapotot, amely szerint II. János Erdély és a Partium princepse, és rögzítette, hogy Erdély a Magyar Korona elidegeníthetetlen része marad. A közhiedelemmel ellentétben tehát nem a „három részre szakadást” rögzítették, hanem éppen annak ellenkezőjét.

## Előzményei

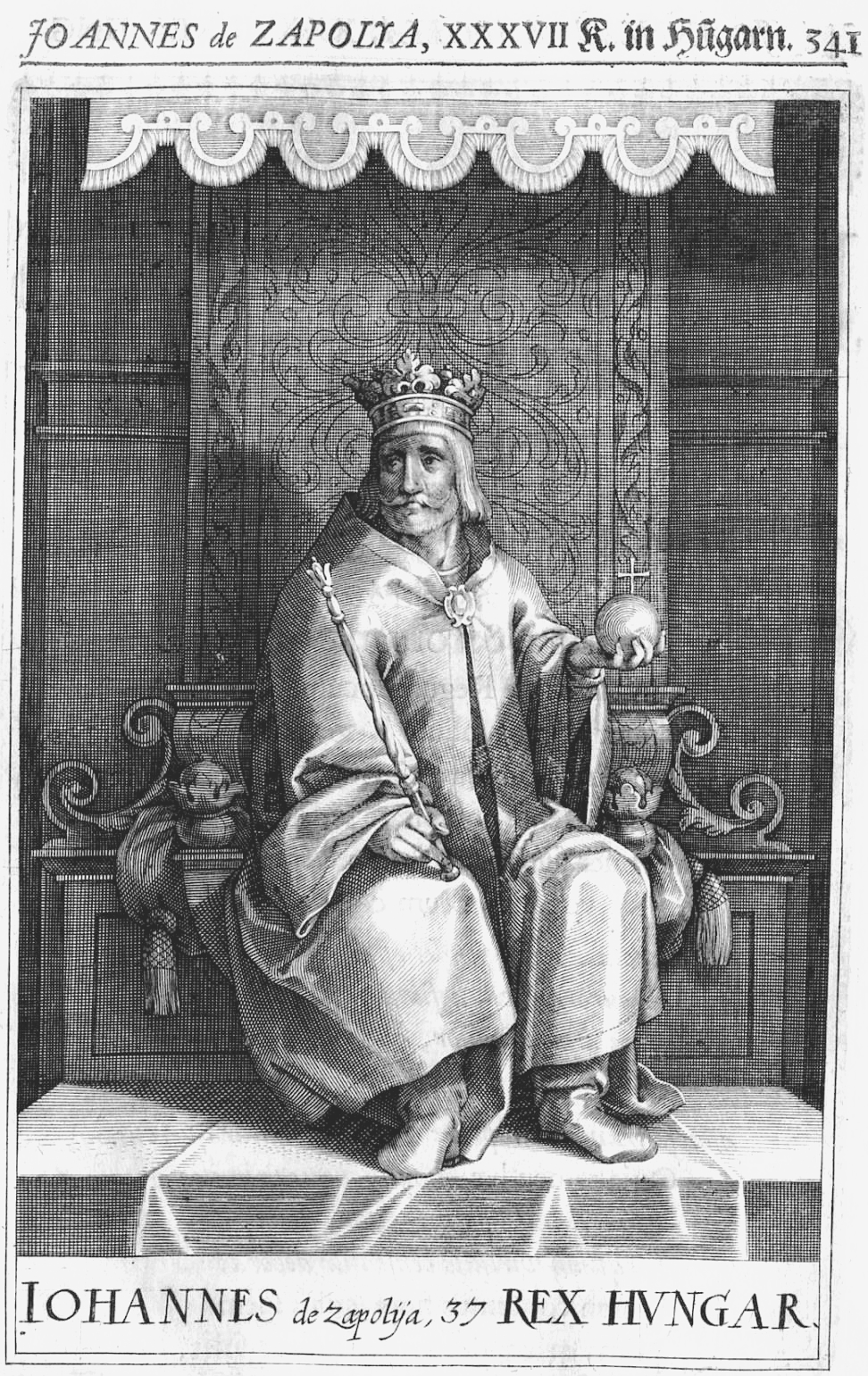
I. János magyar király

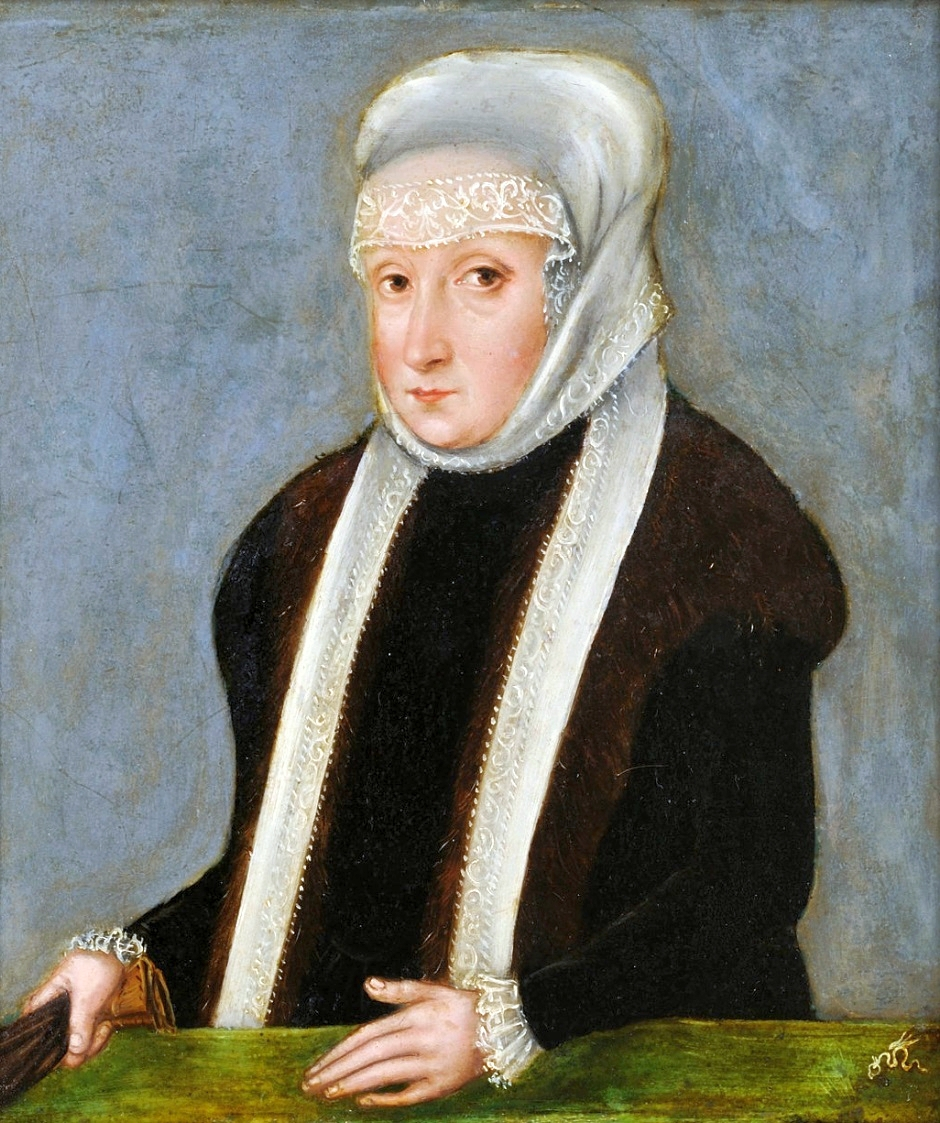
Izabella királyné

1541-ben Buda elfoglalása után a török porta Szapolyai János fiára, János Zsigmondra, Izabella királynére és Fráter Györgyre bízta Erdélyt évi adó fejében. 
Erdély elkerülte a török megszállást. Fráter György eleinte a török szultán elvárása szerint cselekedett, valójában a Magyar Királyság egyesítésére törekedett. A bonyolult politikai helyzetben hol a Habsburgoknak, hol a törököknek tett engedményeket. 1551-ben Habsburg Ferdinánd megölette. 1556-ban a Habsburg-uralommal elégedetlen és a török bosszújától félő erdélyi rendek visszahívták Izabellát Lengyelországból. Izabella október 22-én vonult be Kolozsvárra, és fia, János Zsigmond nevében átvette az uralmat. 
A török pártfogás alatt élő Erdély Magyarországtól való különválása ekkor vált véglegessé. A szultán akaratából tehát újra Izabella került a Keleti Magyar Királyság trónjára. Őt 1559-ben bekövetkezett halála után János Zsigmond követte a trónon. A török szultán és Habsburg Ferdinánd trónutódja, II. Miksa német-római császár 1568. február 17-én megkötötte a drinápolyi békét, emiatt a Keleti Magyar Királyság és Erdély is kénytelen volt rendezni kapcsolatát a Habsburgokkal.

## Tartalma

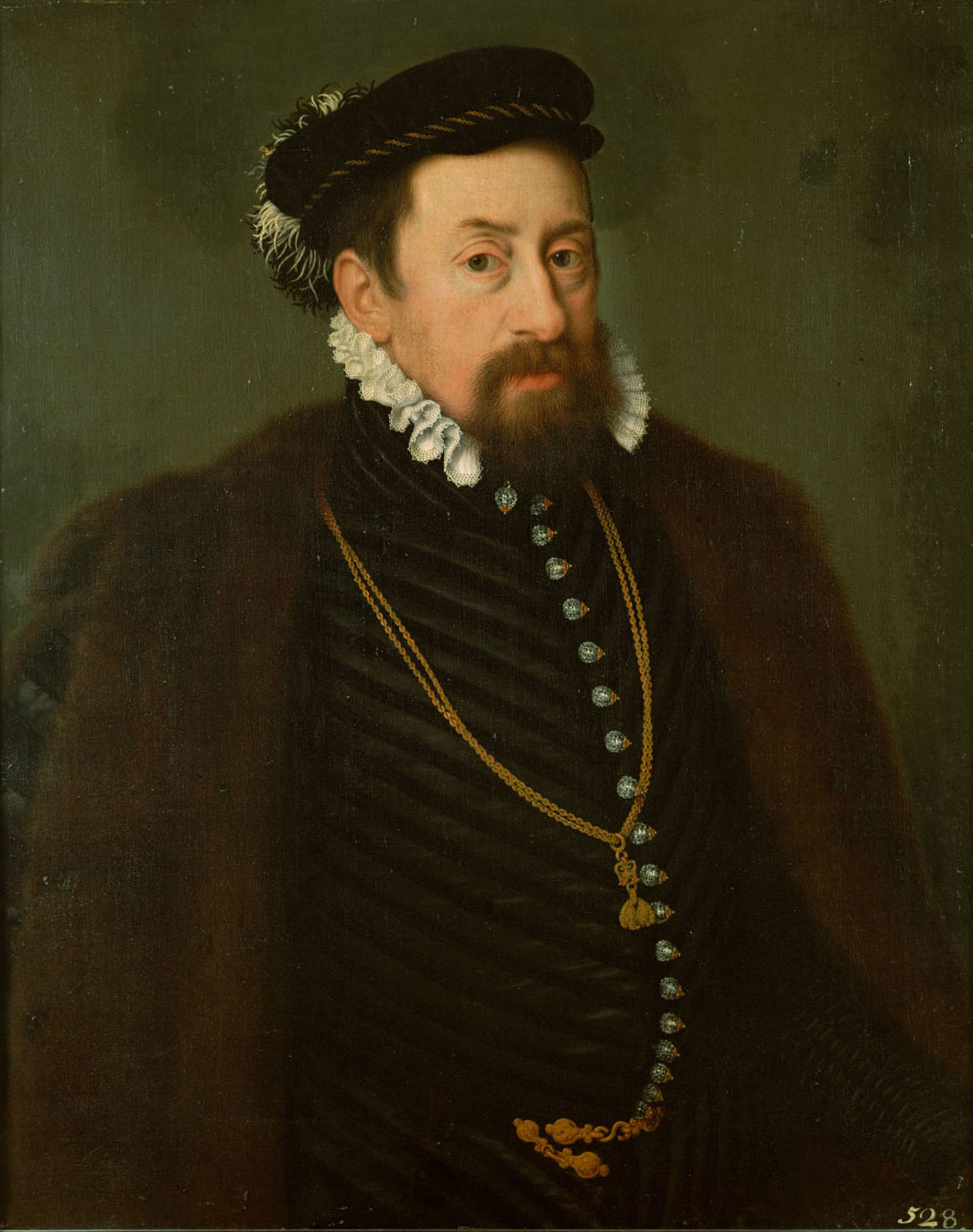
I. Miksa magyar és cseh király, II. Miksa néven német-római császár

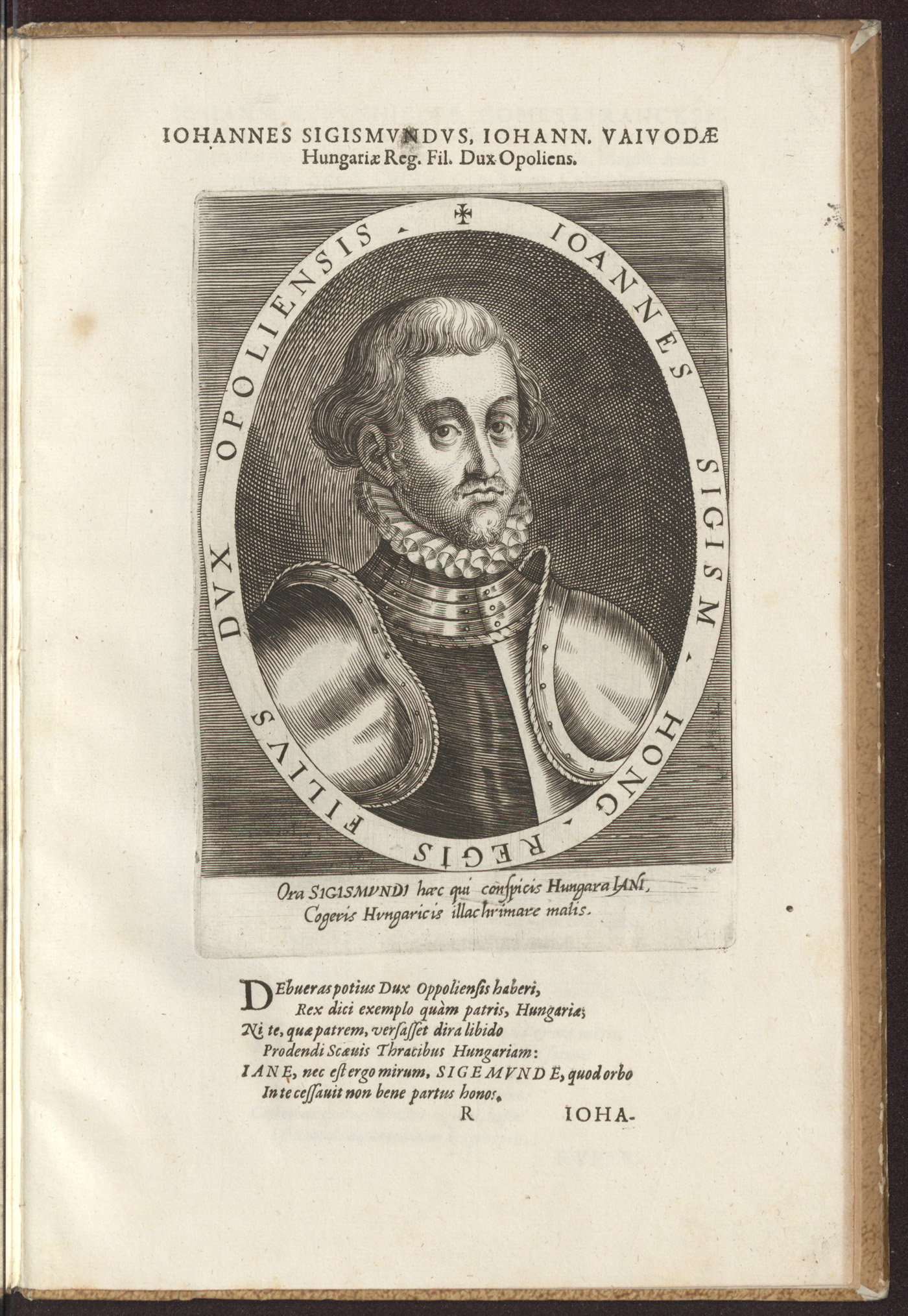
II. János (János Zsigmond) magyar király és erdélyi fejedelem

A szerződésben foglaltak szerint János Zsigmond lemondott a rex electus címről, amely a magyar királyságra támasztott igényeinek alapja volt. Ezért megkapta a Erdély és a Partium princepsi címét. A princeps (herceg) ebben az esetben az erdélyi vajda rangot takarta, aki a Magyar Királyság egyik tartománya felett gyakorolt nem szuverén fennhatóságot. Az egyezmény a török hódítás miatt a földrajzi Erdélyhez kapcsolódó Partium korábban vitatott kiterjedését is tisztázta: Bihar, Kraszna és Közép-Szolnok vármegye területére terjedt ki. A Szapolyai-családra nézve örökletes princepsi címről volt szó, de a család kihalása után Erdélyben újra a Habsburg-háznak lett volna joga princepset kinevezni. Török támadás esetén a két fél kölcsönösen segítséget nyújt egymásnak, János Zsigmond feleségül kapja I. Miksa unokahúgát, Albert bajor herceg leányát, Máriát. János Zsigmond 1570. december 1-jén ratifikálta az egyezményt, Miksa 1571. március 10-én.

## Következményei

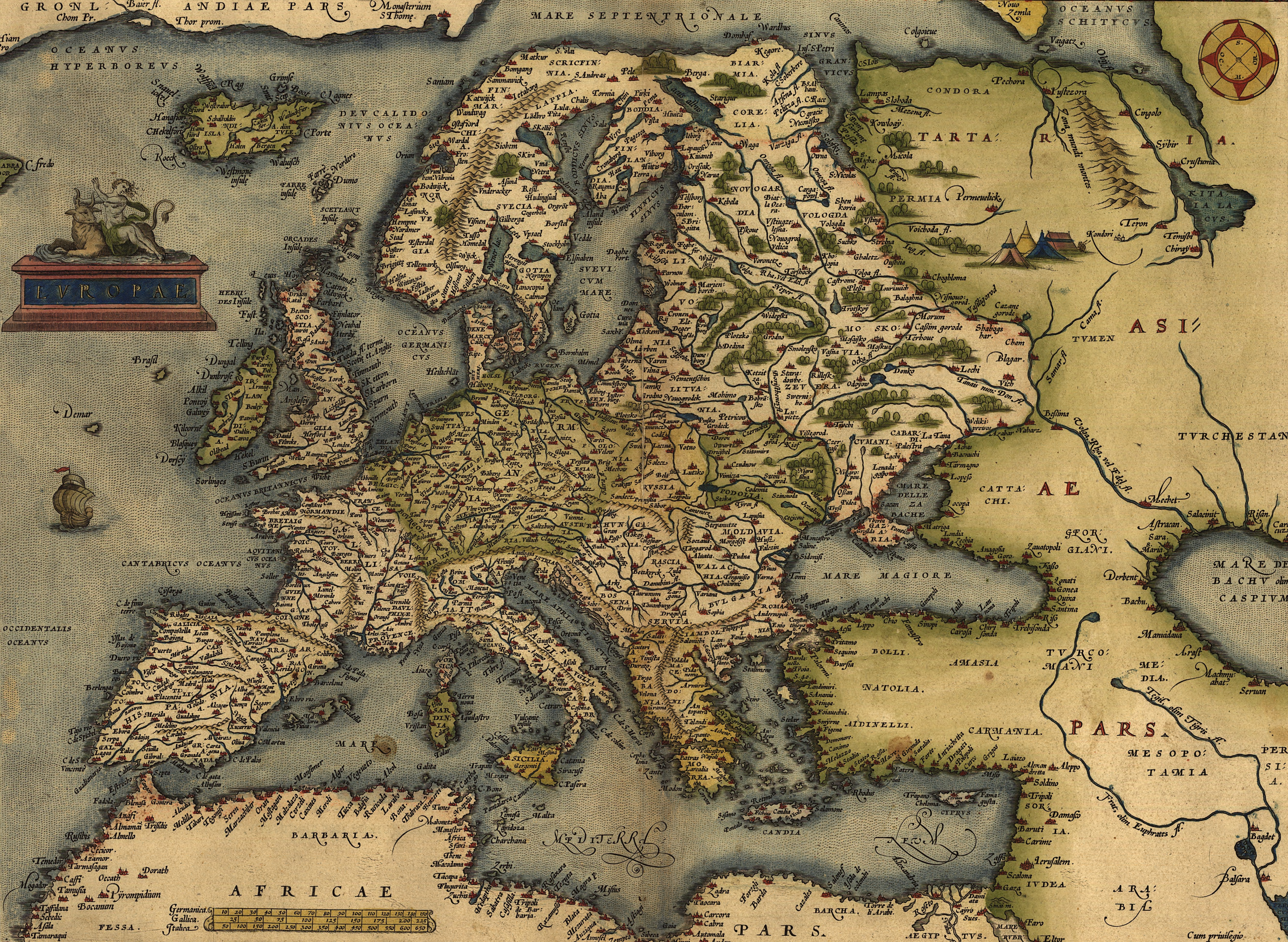
Abraham Ortelius flamand térképész Európa-térképe (1572)

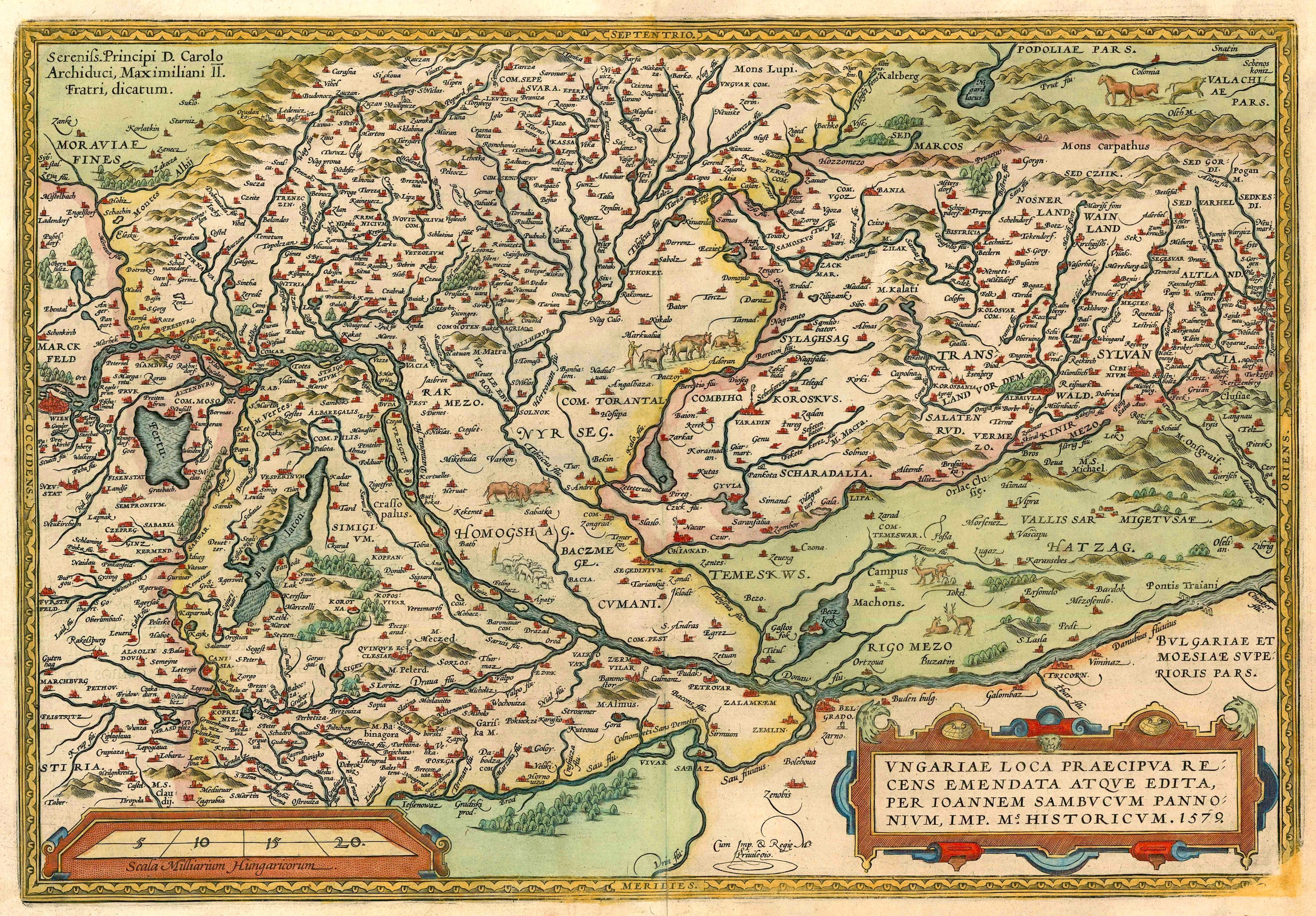
Zsámboky János, Magyarország és Erdély térképe (1578)

János Zsigmond 1571. március 14-én hunyt el, négy nappal azt követően, hogy a speyeri szerződés ratifikálása megtörtént a regensburgi német birodalmi gyűlésen. Az egyezmény sosem lépett érvénybe; azok a fejedelmi tanácsosok, akik tudtak róla (Csáky Mihály, Hagymási Kristóf, a Báthoriak, Forgách Ferenc), nem is merték kihirdetni. Lényege – Erdély egysége a Magyar Királysággal – nem vált valóra. II. János halálával I. Szulejmán athnaméja alapján következtek a fejedelemválasztások, hiszen ebben ígérte meg a török uralkodó, hogy Erdély szabadon választhatja meg fejedelmeit. A speyeri egyezmény ilyen kitételt nem tartalmazott.
János Zsigmondot ravatalánál Dávid Ferenc, az Erdélyi Unitárius Egyház megalapítója búcsúztatta Déva várában. Halálával egyben a Szapolyai-család is kihalt. Ez aktuálissá tette az Erdélyi Fejedelemség trónutódlásának kérdését, de a Habsburgok nem voltak elég erősek ahhoz, hogy szerződésben rögzített jogaiknak a török ellenében érvényt szerezzenek. Az erdélyi rendek török támogatással Báthory Istvánt, Kelet-Magyarország legnagyobb földbirtokosát választották meg fejedelmükké 1571-ben.